# Segunda División 1972/73
Die Segunda División 1972/73 war die 42. Spielzeit der zweithöchsten spanischen Fußballliga. Sie begann am 3. September 1972 und endete am 27. Mai 1973. Zwischen dem 10. und 17. Juni 1973 wurden die Relegationsspiele ausgetragen. Meister wurde Real Murcia.

## Vor der Saison
Die 20 Mannschaften trafen an 38 Spieltagen jeweils zweimal aufeinander. Die drei besten Mannschaften stiegen in die Primera División auf.
Die letzten vier Vereine stiegen direkt ab, die Teams auf den Plätzen 13 bis 16 mussten in der Relegation gegen den Abstieg kämpften.
Als Absteiger aus der Primera División nahmen der FC Sevilla, FC Córdoba und CE Sabadell teil. Aus der Tercera División kamen Barakaldo Club, Gimnàstic de Tarragona, Real Murcia und CA Osasuna.

## Abschlusstabelle
| Pl. | Verein                     | Sp. | S  | U  | N  | Tore    | Diff. | Punkte |
| --- | -------------------------- | --- | -- | -- | -- | ------- | ----- | ------ |
| 1.  | Real Murcia (N)            | 38  | 24 | 6  | 8  | 061:260 | +35   | 54:22  |
| 2.  | FC Elche                   | 38  | 20 | 10 | 8  | 048:280 | +20   | 50:26  |
| 3.  | Real Santander             | 38  | 20 | 8  | 10 | 041:370 | +4    | 48:28  |
| 4.  | FC Sevilla (A)             | 38  | 16 | 12 | 10 | 045:290 | +16   | 44:32  |
| 5.  | Real Valladolid            | 38  | 15 | 12 | 11 | 042:320 | +10   | 42:34  |
| 6.  | UE Sant Andreu             | 38  | 14 | 12 | 12 | 049:510 | −2    | 40:36  |
| 7.  | FC Cádiz                   | 38  | 14 | 11 | 13 | 051:450 | +6    | 39:37  |
| 8.  | Barakaldo Club (N)         | 38  | 14 | 11 | 13 | 043:480 | −5    | 39:37  |
| 9.  | Hércules Alicante          | 38  | 16 | 7  | 15 | 042:390 | +3    | 39:37  |
| 10. | RCD Mallorca               | 38  | 15 | 9  | 14 | 037:330 | +4    | 39:37  |
| 11. | Rayo Vallecano             | 38  | 15 | 7  | 16 | 058:500 | +8    | 37:39  |
| 12. | CE Sabadell (A)            | 38  | 12 | 12 | 14 | 045:500 | −5    | 36:40  |
| 13. | FC Córdoba (A)             | 38  | 13 | 9  | 16 | 045:460 | −1    | 35:41  |
| 14. | CD Teneriffa               | 38  | 13 | 9  | 16 | 036:380 | −2    | 35:41  |
| 15. | CA Osasuna (N)             | 38  | 13 | 8  | 17 | 032:490 | −17   | 34:42  |
| 16. | Gimnàstic de Tarragona (N) | 38  | 12 | 9  | 17 | 035:480 | −13   | 33:43  |
| 17. | CD Logroñés                | 38  | 8  | 14 | 16 | 040:480 | −8    | 30:46  |
| 18. | Pontevedra CF              | 38  | 10 | 10 | 18 | 037:500 | −13   | 30:46  |
| 19. | Cultural Leonesa           | 38  | 10 | 10 | 18 | 037:530 | −16   | 30:46  |
| 20. | CD Mestalla                | 38  | 6  | 14 | 18 | 031:470 | −16   | 26:50  |

Platzierungskriterien: 1. Punkte – 2. Direkter Vergleich (Punkte, Tordifferenz, geschossene Tore) – 3. Tordifferenz – 4. geschossene Tore

| (A) | Absteiger der Saison 1971/72       |
| (N) | Neuaufsteiger der Tercera División |

## Relegation
|                        | Gesamt |                    | Hinspiel | Rückspiel |
| ---------------------- | ------ | ------------------ | -------- | --------- |
| FC Córdoba             | 5:3    | FC Girona          | 3:0      | 2:3       |
| CD Teneriffa           | 6:2    | CD Ensidesa        | 6:2      | 0:0       |
| Gimnàstic de Tarragona | 5:1    | Atlético Madrileño | 4:0      | 1:1       |
| CA Osasuna             | 3:2    | CD Cartagena       | 2:0      | 1:2       |

Alle Vereine blieben in ihren jeweiligen Ligen.

## Nach der Saison
Aufsteiger in die Primera División
- 01. – Real Murcia
- 02. – FC Elche
- 03. – Real Santander

 Absteiger in die Tercera División
- 17. – CD Logroñés
- 18. – Pontevedra CF
- 19. – Cultural Leonesa
- 20. – CD Mestalla

 Absteiger aus der Primera División
- Betis Sevilla
- Deportivo La Coruña
- Burgos CF

 Aufsteiger in die Segunda División
- UD Levante
- Linares CF
- CD Ourense
- UD Salamanca